# Llista dels municipis del País Valencià que han adaptat el topònim en valencià
La llista dels municipis del País Valencià que han adaptat el topònim en valencià és una llista ordenada alfabèticament que presenta els municipis valencians que han regulat oficialment el topònim al valencià amb el decret o els decrets respectius. L'adaptació en alguns casos ha estat total, mentre que en d'altres s'ha mantingut la doble denominació en valencià i en castellà tal com s'indica més avall.

## Regulació de la toponímia
Hi ha tres decrets del Consell de la Generalitat Valenciana que regulen la modificació dels topònims per poder-los adaptar al valencià, tot i que cal tenir en compte que cada decret deroga l'anterior: 
 

- Decret 74/1984, de 30 de juliol, del Consell de la Generalitat Valenciana, pel qual es regula el procediment per a l'alteració del nom dels municipis.

Publicat al Diari Oficial de la Generalitat Valenciana, DOGV, número 185, el 16 d'agost de 1984. 
 

- Decret 58/1992, de 13 d'abril, del Govern valencià, pel qual es regula el procediment per a l'alteració del nom dels municipis.

Publicat al Diari Oficial de la Generalitat Valenciana, DOGV, número 1.775, el 5 de maig de 1992. 
 

- Decret 69/2017, de 2 de juny, del Govern valencià, pel qual es regulen els criteris i el procediment per al canvi de denominació dels municipis i altres entitats locals del País Valencià.

Publicat al Diari Oficial de la Generalitat Valenciana, DOGV, número 8.068, el 22 de juny de 2017. 
 

## Llista dels municipis
1. Aielo de Malferit
Decret 34/1988, de 21 de març, del Consell de la Generalitat Valenciana, pel qual és aprovada la nova denominació del Municipi d'Ayelo de Malferit.
Publicat al Diari Oficial de la Generalitat Valenciana, DOGV, número 793, el 28 de març de 1988.
2. Aielo de Rugat
Decret 137/2000, de 12 de setembre, del Govern Valencià, pel qual s'aprova el canvi de denominació del municipi d'Ayelo de Rugat per la forma en valencià d'Aielo de Rugat. [2000/S7595]
Publicat al Diari Oficial de la Generalitat Valenciana, DOGV, número 3.841, el 21 de setembre de 2000.
3. Aigües
Decret 93/1986, de 21 de juliol, del Consell de la Generalitat Valenciana, pel qual s'aprova la nova denominació del Municipi d'Aigües (Alacant).
Publicat al Diari Oficial de la Generalitat Valenciana, DOGV, número 415, l'11 d'agost de 1986.
4. Aín
Decret 21/1987, de 2 de març, del Consell de la Generalitat Valenciana, pel qual és aprovada la nova denominació del Municipi d'Aín (Castelló).
Publicat al Diari Oficial de la Generalitat Valenciana, DOGV, número 548, el 17 de març de 1987.
5. Alacant, oficialment Alacant / Alicante
Decret 25/1990, de 31 de gener, del Consell de la Generalitat Valenciana, pel qual s'aprova la nova denominació del Municipi en bilingüe: Alacant en Valencià i Alicante en Castellà.
Publicat al Diari Oficial de la Generalitat Valenciana, DOGV, número 1.238, el 6 de febrer de 1990.
6. Alaquàs
Decret del Ple del Consell pel qual s'aprova el canvi de nom del Municipi d'Alacuás pel d'Alaquàs.
Publicat al Butlletí Oficial del Consell del País Valencià, BOCPV, número 24, el 16 de juny de 1980.
7. Albalat dels Tarongers
Decret 153/1986, de 9 de desembre, del Consell de la Generalitat Valenciana, pel qual és aprovada la nova denominació del Municipi d'Albalat dels Tarongers (València).
Publicat al Diari Oficial de la Generalitat Valenciana, DOGV, número 494, el 26 de desembre de 1986.
8. Alberic
Decret 213/1992, de 7 de desembre, del Govern valencià, pel qual aprova el canvi de denominació del municipi d'Alberique per la forma en valencià d'Alberic, de la província de València.
Publicat al Diari Oficial de la Generalitat Valenciana, DOGV, número 1.925, el 16 de desembre de 1992.
9. Albocàsser
Decret 155/1996, de 13 d'agost, del Govern Valencià, pel qual s'aprova el canvi de denominació de municipi d'Albocácer per la forma en valencià d'Albocàsser.
Publicat al Diari Oficial de la Generalitat Valenciana, DOGV, número 2.814, el 26 d'agost de 1996.
10. Alboraia
Decret 39/2016, de 15 d'abril de 2016, pel qual s'aprova el canvi de denominació del municipi d'Alboraya per la forma bilingüe d'Alboraia/Alboraya. [2016/2590]
Publicat al Diari Oficial de la Generalitat Valenciana, DOCV, número 7.763, el 19 d'abril de 2016.
11. Alcalà de Xivert
Decret 205/1996, de 5 de novembre, del Govern Valencià, pel qual s'aprova el canvi de denominació del municipi d'Alcalá de Chivert per la forma en valencià d'Alcalà de Xivert, i canvi dels topònims Cap i Corp per Capicorb, i Alcocebre per Alcossebre.
Publicat al Diari Oficial de la Generalitat Valenciana, DOGV, número 2.880, el 29 de novembre de 1996.
12. Alcàntera de Xúquer
Decret de 3 de maig de 1982 pel qual s'autoritza el canvi de nom del municipi d'Alcántara del Júcar.
Publicat al Butlletí Oficial del Consell del País Valencià, BOCPV, número 70, el 15 de maig de 1982.
13. Alcàsser (Horta Sud)
Decret 40/2000, de 28 de març, del Govern Valencià, pel qual s'aprova el canvi de denominació del municipi d'Alcácer per la forma en valencià Alcàsser. [2000/X2546]
Publicat al Diari Oficial de la Generalitat Valenciana, DOGV, número 3.722, el 3 d'abril de 2000.
14. Alcoi, oficialment Alcoi / Alcoy
Decret 109/1989, de 17 de juliol, del Consell de la Generalitat Valenciana, pel qual s'aprova la nova denominació del municipi en bilingüe: Alcoi en valencià i Alcoy en castellà.
Publicat al Diari Oficial de la Generalitat Valenciana, DOGV, número 1.114, el 25 de juliol de 1989.
15. Alcoleja
Decret 64/1994, de 29 de març, del Govern Valencià, pel qual s'aprova el canvi de denominació del municipi d'Alcolecha per la forma en valencià d'Alcoleja.
Publicat al Diari Oficial de la Generalitat Valenciana, DOGV, número 2.241, el 7 d'abril de 1994.
16. l'Alcora
Decret 168/1992, de 16 d'octubre, del Govern valencià, pel qual s'aprova el canvi de denominació del municipi d'Alcora per la forma bilingüe de l'Alcora en valencià i Alcora en castellà.
Publicat al Diari Oficial de la Generalitat Valenciana, DOGV, número 1.888, el 23 d'octubre de 1992. 
 

Decret 212/1996, de 26 de novembre, del Govern Valencià, pel qual s'aprova el canvi de la denominació bilingüe del municipi d'Alcora-l'Alcora per la forma en valencià de l'Alcora.
Publicat al Diari Oficial de la Generalitat Valenciana, DOGV, número 2.893, el 19 de desembre de 1996.
17. l'Alcúdia
Acord del Consell de Ministres del 3 d'octubre de 1980, pel qual s'aprova el canvi de nom d'Alcudia de Carlet pel de l'Alcúdia.
18. l'Alcúdia de Crespins
Decret 106/1984, d'1 d'octubre, del Consell de la Generalitat Valenciana, pel qual s'aprova la nova denominació del municipi de l'Alcúdia de Crespins.
Publicat al Diari Oficial de la Generalitat Valenciana, DOGV, número 199, el 29 d'octubre de 1984.
19. Aldaia
Decret 125/1990, de 23 de juliol, del Consell de la Generalitat Valenciana, pel qual s'aprova la nova denominació del Municipi d'Aldaya per la d'Aldaia.
Publicat al Diari Oficial de la Generalitat Valenciana, DOGV, número 1.365, el 17 d'agost de 1990.
20. Alfara de la Baronia
Decret 16/2010, de 15 de gener, del Consell, pel qual s'aprova el canvi de denominació del municipi d'Alfara de Algimia per la forma exclusiva en valencià d'Alfara de la Baronia. [2010/389]
Publicat al Diari Oficial de la Generalitat Valenciana, DOCV, número 6.187, el 19 de gener de 2010.
21. Alfarb
Decret 77/2023, de 26 de maig, del Consell, pel qual s'aprova el canvi de denominació del municipi d’Alfarp, per Alfarb. [2023/5898]
Publicat al Diari Oficial de la Generalitat Valenciana, DOGV, número 9.606 del 30 de maig de 2023.
22. l'Alfàs del Pi
Decret 22/1994, de 8 de febrer, del Govern Valencià, pel qual s'aprova el canvi de denominació del municipi d'Alfaz del Pi per la forma en valencià de l'Alfàs del Pi.
Publicat al Diari Oficial de la Generalitat Valenciana, DOGV, número 2.206, el 14 de febrer de 1994.
23. Alfauir
Decret 18/1987, de 2 de març, del Consell de la Generalitat Valenciana, pel qual és aprovada la nova denominació del Municipi d'Alfauir (València).
Publicat al Diari Oficial de la Generalitat Valenciana, DOGV, número 548, el 17 de març de 1987.
24. Algar de Palància
Decret 35/2023, de 24 de març, del Consell, pel qual s'aprova el canvi de denominació del municipi d’Algar de Palancia per la forma exclusiva en valencià Algar de Palància. [2023/3254]
Publicat al Diari Oficial de la Generalitat Valenciana, DOGV, número 9.563 del 28 de març de 2023.
25. Algímia d'Alfara
Decret 57/2018, de 4 de maig, del Consell, pel qual s'aprova el canvi de denominació del municipi d'Algimia de Alfara per la forma exclusiva en valencià Algímia d'Alfara. [2018/4590]
Publicat al Diari Oficial de la Generalitat Valenciana, DOGV, número 8.291, el 10 de maig de 2018.
26. Almàssera
Decret 51/1985, de 29 d'abril, del Consell de la Generalitat Valenciana, pel qual s'aprova la nova denominació del municipi d'Almàssera.
Publicat al Diari Oficial de la Generalitat Valenciana, DOGV, número 250, el 9 de maig de 1985.
27. Almassora
Decret 94/1986, de 21 de juliol, del Consell de la Generalitat Valenciana, pel qual s'aprova la nova denominació del Municipi en bilingüe: Almassora en valencià, Almazora en castellà.
Publicat al Diari Oficial de la Generalitat Valenciana, DOGV, número 415, l'11 d'agost de 1986. 
 

Decret 185/2016, de 9 de desembre de 2016, pel qual s'aprova el canvi de denominació del municipi Almassora/Almazora per la forma exclusiva en valencià d'Almassora. [2016/10365]
Publicat al Diari Oficial de la Generalitat Valenciana, DOGV, número 7.942, el 22 de desembre de 2016.
28. Almiserà
Decret 82/1995, de 16 de maig, del Govern Valencià, pel qual s'aprova el canvi de denominació del municipi d'Almiserat per la forma en valencià Almiserà.
Publicat al Diari Oficial de la Generalitat Valenciana, DOGV, número 2.520, l'1 de juny de 1995.
29. Almussafes
Decret 125/1984, de 26 de novembre, del Consell de la Generalitat Valenciana, pel qual s'aprova la nova denominació del municipi d'Almussafes.
Publicat al Diari Oficial de la Generalitat Valenciana, DOGV, número 210, el 10 de desembre de 1984.
30. l'Alqueria d'Asnar
Decret 65/1994, de 29 de març, del Govern Valencià, pel qual s'aprova el canvi de denominació del municipi d'Alquería de Aznar per la forma en valencià de l'Alqueria d'Asnar.
Publicat al Diari Oficial de la Generalitat Valenciana, DOGV, número 2.246, el 15 d'abril de 1994.
31. l'Alqueria de la Comtessa
Decret 154/1986, de 9 de desembre, del Consell de la Generalitat Valenciana, pel qual s'aprova la nova denominació del Municipi en bilingüe: l'Alqueria de la Comtessa, en valencià, Alquería de la Condesa, en castellà.
Publicat al Diari Oficial de la Generalitat Valenciana, DOGV, número 494, el 26 de desembre de 1986. 
 

Decret 197/2002, de 3 de desembre, del Govern Valencià, pel qual s'aprova el canvi de denominació bilingüe del municipi de l'Alqueria de la Comtessa/Alquería de la Condesa per la forma única en valencià de l'Alqueria de la Comtessa. [2002/X13528]
Publicat al Diari Oficial de la Generalitat Valenciana, DOGV, número 4.394, el 9 de desembre de 2002.
32. les Alqueries, oficialment les Alqueries / Alquerías del Niño Perdido
Decret 18/2015, de 13 de febrer de 2015, pel qual s'aprova el canvi de denominació del municipi de Alquerías del Niño Perdido per la forma bilingüe, en valencià i en castellà, de les Alqueries/Alquerías del Niño Perdido. [2015/1294]
Publicat al Diari Oficial de la Generalitat Valenciana, DOCV, número 7.466, el 16 de febrer de 2015.
33. Alzira
Decret del Ple del Consell pel qual s'aprova el canvi de nom del Municipi d'Alcira, pel d'Alzira.
Publicat al Butlletí Oficial del Consell del País Valencià, BOCPV, número 24, el 16 de juny de 1980.
34. Ares del Maestrat
Decret 204/2009, de 6 de novembre, del Consell, pel qual s'aprova el canvi de denominació del municipi d'Ares del Maestre per la forma exclusiva en valencià d'Ares del Maestrat. [2009/12817]
Publicat al Diari Oficial de la Generalitat Valenciana, DOCV, número 6.141, el 10 de novembre de 2009.
35. Atzeneta d'Albaida
Decret 19/1996, de 5 de febrer, del Govern Valencià, pel qual s'aprova el canvi de denominació del municipi d'Adzaneta de Albaida per la forma en valencià d'Atzeneta d'Albaida.
Publicat al Diari Oficial de la Generalitat Valenciana, DOGV, número 2.684, el 8 de febrer de 1996.
36. Atzeneta del Maestrat
Decret 173/1992, de 26 d'octubre, del Govern valencià, pel qual s'aprova el canvi de denominació del municipi d'Adzaneta.
Publicat al Diari Oficial de la Generalitat Valenciana, DOGV, número 1.894, el 2 de novembre de 1992.
37. l'Atzúbia
Decret 221/2014, de 19 de desembre de 2014, pel qual s'aprova el canvi de denominació del municipi d'Adzubia per la forma exclusiva en valencià de l'Atzúbia. [2014/11663]
Publicat al Diari Oficial de la Generalitat Valenciana, DOCV, número 7.348, el 22 de desembre de 2014.
38. Banyeres de Mariola
Decret 209/1993, de 9 de novembre, del Govern Valencià, pel qual s'aprova el canvi de denominació del municipi de Bañeres per la forma en valencià Banyeres de Mariola.
Publicat al Diari Oficial de la Generalitat Valenciana, DOGV, número 2.147, el 18 de novembre de 1993.
39. Barx
Decret 126/1984, de 26 de novembre, del Consell de la Generalitat Valenciana, pel qual s'aprova la nova denominació del municipi de Barx.
Publicat al Diari Oficial de la Generalitat Valenciana, DOGV, número 210, el 10 de desembre de 1984.
40. Barxeta
Decret de 9 de juliol de 1979, autoritzant el canvi de nom del Municipi de Barcheta pel de Barxeta.
Publicat al Butlletí Oficial del Consell del País Valencià, BOCPV, número 10, l'1 d'agost de 1979.
41. Bèlgida
Decret 132/1988, de 5 de setembre, del Consell de la Generalitat Valenciana, pel qual és aprovada la nova denominació del Municipi de Bèlgida (València).
Publicat al Diari Oficial de la Generalitat Valenciana, DOGV, número 897, el 8 de setembre de 1988.
42. Bellreguard
Decret 154/1988, d'11 d'octubre, del Consell de la Generalitat Valenciana, pel qual és aprovada la nova denominació del Municipi de Bellreguart (València).
Publicat al Diari Oficial de la Generalitat Valenciana, DOGV, número 925, el 19 d'octubre de 1988.
43. Benaguasil
Decret 115/1989, de 28 de juliol, del Consell de la Generalitat Valenciana, pel qual s'aprova la nova denominació del Municipi de Benaguacil (València).
Publicat al Diari Oficial de la Generalitat Valenciana, DOGV, número 1.124, el 14 d'agost de 1989.
44. Benassal
Decret 59/2015, d'11 de maig de 2015, pel qual s'aprova el canvi de denominació del municipi de Benasal per la forma exclusiva en valencià de Benassal. [2015/4241]
Publicat al Diari Oficial de la Generalitat Valenciana, DOCV, número 7.522, l'11 de maig de 2015.
45. Beneixama
Decret 225/1996, de 10 de desembre, del Govern Valencià, pel qual s'aprova el canvi de denominació del municipi de Benejama per la forma en valencià de Beneixama.
Publicat al Diari Oficial de la Generalitat Valenciana, DOGV, número 2.903, el 7 de gener de 1997.
46. Beneixida
Decret 41/1986, de 21 de març, del Consell de la Generalitat Valenciana, pel qual s'aprova la nova denominació del Municipi de Beneixida.
Publicat al Diari Oficial de la Generalitat Valenciana, DOGV, número 368, el 25 d'abril de 1986.
47. Benetússer
Decret de 9 de novembre de 1981, pel qual s'aprova el canvi de nom de l'Ajuntament de Benetúser, pel de Benetússer.
Publicat al Butlletí Oficial del Consell del País Valencià, BOCPV, número 58, el 16 de novembre de 1981.
48. Benicàssim, oficialment Benicàssim / Benicasim
Decret 168/1986, de 29 de desembre, del Consell de la Generalitat Valenciana, pel qual s'aprova la denominació en bilingüe del Municipi de Benicàssim, en valencià, i Benicasim, en castellà.
Publicat al Diari Oficial de la Generalitat Valenciana, DOGV, número 505, el 14 de gener de 1987.
49. Benifaió
Decret 76/1984, de 30 de juliol, del Consell de la Generalitat Valenciana, pel qual s'aprova la nova denominació del municipi de Benifaió.
Publicat al Diari Oficial de la Generalitat Valenciana, DOGV, número 185, el 16 d'agost de 1984.
50. Benifairó de la Valldigna
Decret 117/1988, de 29 de juliol, del Consell de la Generalitat Valenciana, pel qual és aprovada la nova denominació del Municipi de Benifairó de Valldigna (València).
Publicat al Diari Oficial de la Generalitat Valenciana, DOGV, número 882, el 9 d'agost de 1988.
51. Benigànim
Decret 164/2012, de 26 d'octubre, del Consell, pel qual s'aprova la nova denominació del Municipi de Benigànim. [2012/9954]
Publicat al Diari Oficial de la Generalitat Valenciana, DOCV, número 6.891, el 29 d'octubre de 2012.
52. Benigembla
Decret 236/1999, de 23 de desembre, del Govern Valencià, pel qual s'aprova l'alteració del nom de determinats municipis. [1999/X10954]
Publicat al Diari Oficial de la Generalitat Valenciana, DOGV, número 3.655, el 29 de desembre de 1999.
53. Benimassot
Decret 239/1993, de 7 de desembre, del Govern Valencià, pel qual s'aprova el canvi de denominació del municipi de Benimasot per la forma en valencià de Benimassot.
Publicat al Diari Oficial de la Generalitat Valenciana, DOGV, número 2.169, el 22 de desembre de 1993.
54. Benirredrà
Decret 36/1996, de 5 de març, del Govern Valencià, pel qual s'aprova el canvi de denominació del municipi de Benirredrá per la forma en valencià de Benirredrà.
Publicat al Diari Oficial de la Generalitat Valenciana, DOGV, número 2.707, el 12 de març de 1996.
55. Benissa
Decret del Ple del Consell pel qual s'aprova el canvi de nom del municipi de Benissa.
Publicat al Butlletí Oficial del Consell del País Valencià, BOCPV, número 39, el 2 de febrer de 1981.
56. Benissanó
Decret 31/2016, de 23 de març, del Consell, pel qual s'aprova el canvi de denominació del municipi de Benisanó per la forma exclusiva en valencià de Benissanó.[2016/2158].
Publicat al Diari Oficial de la Generalitat Valenciana, DOCV, número 7.751, l'1 d'abril de 2016.
57. Benissoda
Decret 119/2001, de 26 de juny, del Govern Valencià, pel qual s'aprova el canvi de denominació del municipi de Benisoda per la forma en valencià de Benissoda. [2001/X6408]
Publicat al Diari Oficial de la Generalitat Valenciana, DOGV, número 4.033, el 2 de juliol de 2001.
58. Benlloc
Decret 59/2018, d'11 de maig, del Consell, pel qual s'aprova el canvi de denominació del municipi de Benlloch per la forma exclusiva en valencià Benlloc. [2018/4845]
Publicat al Diari Oficial de la Generalitat Valenciana, DOGV, número 8.297, el 18 de maig de 2018.
59. Benissuera
Decret 153/2016, de 14 d'octubre de 2016, pel qual s'aprova el canvi de denominació del municipi de Benisuera per la forma exclusiva en valencià de Benissuera. [2016/8190]
Publicat al Diari Oficial de la Generalitat Valenciana, DOGV, número 7.899, el 19 d'octubre de 2016.
60. Betxí
Decret 70/1984, de 16 de juliol, del Consell de la Generalitat Valenciana, pel qual s'aprova la nova denominació del municipi de Betxí.
Publicat al Diari Oficial de la Generalitat Valenciana, DOGV, número 185, el 16 d'agost de 1984.
61. Bocairent
Decret de 3 de maig de 1982 pel qual s'autoritza el canvi de nom del municipi de Bocairente.
Publicat al Butlletí Oficial del Consell del País Valencià, BOCPV, número 70, el 15 de maig de 1982.
62. Bonrepòs i Mirambell
Decret 101/1989, de 3 de juliol, del Consell de la Generalitat Valenciana, pel qual és aprovada la nova denominació del municipi Bonrepós y Mirambell (València).
Publicat al Diari Oficial de la Generalitat Valenciana, DOGV, número 1.104, l'11 de juliol de 1989.
63. Borriana, oficialment Borriana / Burriana
Decret 141/2008, de 3 d'octubre, del Consell, pel qual aprova el canvi de denominació del municipi de Burriana per la forma bilingüe Borriana/Burriana. [2008/11570]
Publicat al Diari Oficial de la Generalitat Valenciana, DOCV, número 5.865, el 7 d'octubre de 2008.
64. Burjassot
Decret 5/1983, de 17 gener, pel qual s'aprova el canvi de denominació del municipi de Burjasot per Burjassot.
Publicat al Diari Oficial de la Generalitat Valenciana, DOGV, número 92, el 25 de gener de 1983.
65. Càlig
Decret 65/1999, de 4 de maig, del Govern Valencià, pel qual s'aprova el canvi de denominació del municipi de Cálig per la forma en valencià de Càlig. [1999/X4342]
Publicat al Diari Oficial de la Generalitat Valenciana, DOGV, número 3.493, el 12 de maig de 1999.
66. Callosa d'en Sarrià
Decret 50/1985, de 29 d'abril, del Consell de la Generalitat Valenciana, pel qual s'aprova la nova denominació del municipi de Callosa d'En Sarrià.
Publicat al Diari Oficial de la Generalitat Valenciana, DOGV, número 250, el 9 de maig de 1985. 
 

Decret 59/2013, de 10 de maig, del Consell, pel qual s'aprova el canvi de denominació del municipi de Callosa d'En Sarrià per la forma exclusiva en valencià de Callosa d'en Sarrià.
Publicat al Diari Oficial de la Generalitat Valenciana, DOCV, número 7.022, el 13 de juny de 2013.
67. Calp
Decret 129/1991, de 23 de juliol, del Consell de la Generalitat Valenciana, pel qual s'aprova la nova denominació del municipi en bilingüe: Calp en valencià i Calpe en Castellà.
Publicat al Diari Oficial de la Generalitat Valenciana, DOGV, número 1.606, el 19 d'agost de 1991. 
 

Decret 125/2009, de 28 d'agost, del Consell, pel qual s'aprova el canvi de denominació del municipi de Calp/Calpe per la forma exclusiva en valencià de Calp. [2009/9785]
Publicat al Diari Oficial de la Generalitat Valenciana, DOCV, número 6.092, l'1 de setembre de 2009.
68. el Camp de Mirra, oficialment el Camp de Mirra / Campo de Mirra
Decret 148/1993, de 17 d'agost, del Govern Valencià, pel qual s'aprova el canvi de denominació del municipi de Campo de Mirra, per la forma bilingüe el Camp de Mirra en valencià i Campo de Mirra en castellà.
Publicat al Diari Oficial de la Generalitat Valenciana, DOGV, número 2.096, el 6 de setembre de 1993.
69. el Campello
Decret 78/1987, de 9 de juny, del Consell de la Generalitat Valenciana, pel qual és aprovada la nova denominació del Municipi de Campello (Alacant).
Publicat al Diari Oficial de la Generalitat Valenciana, DOGV, número 625, el 9 de juliol de 1987. 
 

Correcció d'errades del Decret 78/1987, de 9 de juny, del Consell de la Generalitat Valenciana, pel qual s'aprova la nova denominació del Municipi del Campello (Alicante).
Correcció publicada al Diari Oficial de la Generalitat Valenciana, DOGV, número 643, el 6 d'agost de 1987.
70. Canet d'en Berenguer
Decret 127/1984, de 26 de novembre, del Consell de la Generalitat Valenciana, pel qual s'aprova la nova denominació del municipi de Canet d'En Berenguer.
Publicat al Diari Oficial de la Generalitat Valenciana, DOGV, número 210, el 10 de desembre de 1984.
71. Carcaixent
Decret pel qual es publica l'acord del Ple del Consell del País Valencià que aprova el canvi de denominació del municipi de Carcagente.
Publicat al Butlletí Oficial del Consell del País Valencià, BOCPV, número 34, el 15 de novembre de 1980.
72. Càrcer
Decret 236/1999, de 23 de desembre, del Govern Valencià, pel qual s'aprova l'alteració del nom de determinats municipis. [1999/X10954]
Publicat al Diari Oficial de la Generalitat Valenciana, DOGV, número 3.655, el 29 de desembre de 1999.
73. el Castell de Guadalest
Decret 6/2002, de 8 de gener, del Govern Valencià, pel qual s'aprova el canvi de denominació del municipi de Guadalest per la forma en valencià el Castell de Guadalest. [2002/X236]
Publicat al Diari Oficial de la Generalitat Valenciana, DOGV, número 4.167, el 14 de gener de 2002.
74. Castelló
Decret 112/2020 de 4 de setembre de 2020, pel qual s'aprova el canvi de nom de Villanueva de Castellón per la forma exclusiva en valencià «Castelló» . [2020/7061]
Publicat al Diari Oficial de la Generalitat Valenciana, DOGV, número 8.900, el 8 setembre de 2020.

Decret de 20 de setembre de 1982, pel qual s'aprova el canvi de nom de Villanueva de Castellón.
Publicat al Diari Oficial de la Generalitat Valenciana, DOGV, número 80, el 15 d'octubre de 1982. 
 

Decret 137/1994, de 18 de juliol, del Govern Valencià, pel qual s'aprova el canvi de. denominació del municipi de Villanueva de Castellón per la forma de Castelló de la Ribera. [94/5087]
Publicat al Diari Oficial de la Generalitat Valenciana, DOGV, número 2.318, el 26 de juliol de 1994. 
 

Acord de 29 de setembre de 1998, del Govern Valencià, pel qual es disposa el compliment de la sentència de la Sala Contenciosa Administrativa del Tribunal Superior de Justícia del País Valencià, dictada el dia 13 de febrer de 1998, en el recurs contenciós administratiu interposat contra el Decret 137/1994, de 18 de juliol, sobre alteració del nom del municipi de Villanueva de Castellón. [1998/A8293]
Publicat al Diari Oficial de la Generalitat Valenciana, DOGV, número 3.342, l'1 d'octubre de 1998. 
 

Resolució de 6 de maig de 2004, del director general d'Administració Local de la Conselleria de Justícia i Administracions Públiques, per la qual es fa pública la Resolució de la Sentència de 21 d'abril de 2004, del Tribunal Suprem, en el Recurs de Cassació 391/01, interposat per l'Ajuntament de Castelló de la Ribera, contra la Sentència, de 13 de febrer de 1998, dictada per la Sala Contenciosa Administrativa del Tribunal Superior de Justícia del País Valencià, Secció Primera, en el Recurs 2.370/94, en què s'impugnava el Decret 137/1994, de 18 de juliol, pel qual s'aprovava el canvi de denominació del municipi de Villanueva de Castellón per la forma en valencià de Castelló de la Ribera. [2004/X5113]
Publicada al Diari Oficial de la Generalitat Valenciana, DOGV, número 4.757, el 20 de maig de 2004.
75. Castelló de la Plana
Decret de 19 de juliol de 1982, pel qual s'aprova la denominació bilingüe de Castellón de la Plana-Castelló de la Plana i Grao de Castellón-Grau de Castelló.
Publicat al Diari Oficial de la Generalitat Valenciana número 77, el 30 d'agost de 1982. 
 

Decret 40/2019, de 22 de març, del Consell, d'aprovació del canvi de denoiminació del municipi de Castelló de la Plana/Castellón de la Plana per la forma exclusiva en valencià Castelló de la Plana. [2019/2901].
Publicat al Diari Oficial de la Generalitat Valenciana, DOGV, número 8.512, el 23 de març de 2019.
76. Castelló de Rugat
Decret 10/1985, de 14 de febrer, del Consell de la Generalitat Valenciana, pel qual s'aprova la nova denominació del municipi de Castelló de Rugat.
Publicat al Diari Oficial de la Generalitat Valenciana, DOGV, número 234, el 7 de març de 1985.
77. Cerdà
Decret 109/1993, de 19 de juliol, del Govern Valencià, pel qual aprova el canvi de denominació del municipi de Cerdá.
Publicat al Diari Oficial de la Generalitat Valenciana, DOGV, número 2.082, el 6 d'agost de 1993.
78. Corbera
Decret de 8 de març de 1982, pel qual s'aprova el canvi de nom del municipi de Corbera de Alcira.
Publicat al Butlletí Oficial del Consell del País Valencià, BOCPV, número 66, el 15 de març de 1982.
79. les Coves de Vinromà
Decret 150/1993, de 17 d'agost, del Govern Valencià, pel qual s'aprova el canvi de denominació del municipi Cuevas de Vinromá (Castelló).
Publicat al Diari Oficial de la Generalitat Valenciana, DOGV, número 2.096, el 6 de setembre de 1993.
80. Crevillent
Decret 236/1999, de 23 de desembre, del Govern Valencià, pel qual s'aprova l'alteració del nom de determinats municipis. [1999/X10954]
Publicat al Diari Oficial de la Generalitat Valenciana, DOGV, número 3.655, el 29 de desembre de 1999.
81. Daimús
Decret 55/1983, de 23 de maig, pel qual s'aprova el canvi de denominació del municipi de Daimuz pel de Daimús.
Publicat al Diari Oficial de la Generalitat Valenciana, DOGV, número 106, el 5 de juny de 1983.
82. Dénia
Decret 208/1993, de 9 de novembre, del Govern Valencià, pel qual s'aprova el canvi de denominació del municipi de Denia per la forma valenciana de Dénia.
Publicat al Diari Oficial de la Generalitat Valenciana, DOGV, número 2.148, el 19 de novembre de 1993.
83. l'Eliana
Decret 169/1985, de 28 d'octubre, del Consell de la Generalitat Valenciana, pel qual s'aprova la nova denominació del Municipi de L'Eliana.
Publicat al Diari Oficial de la Generalitat Valenciana, DOGV, número 307, el 21 de novembre de 1985.
84. Elx, oficialment Elx / Elche
Decret 202/1985, de 23 de desembre, del Consell de la Generalitat Valenciana, pel qual és aprovada la denominació en bilingüe del Municipi d'Elx en valencià i Elche en castellà.
Publicat al Diari Oficial de la Generalitat Valenciana, DOGV, número 336, el 3 de febrer de 1986.
85. l'Énova
Decret 84/1989, de 12 de juny, del Consell de la Generalitat Valenciana, pel qual s'aprova la nova denominació del Municipi d'Enova.
Publicat al Diari Oficial de la Generalitat Valenciana, DOGV, número 1.091, el 22 de juny de 1989. 
 
Decret 26/2021, de 12 de febrer, del Consell, d'aprovació del canvi de denominació del municipi de l'Ènova per «l'Énova». [2021/1464]
Publicat al Diari Oficial de la Generalitat Valenciana, DOGV, número 9.024, el 19 de febrer de 2021.
86. Fageca
Decret 28/2021, de 19 de febrer, del Consell de la Generalitat Valenciana, pel qual s'aprova la nova denominació del municipi de Fageca.
Publicat al Diari Oficial de la Generalitat Valenciana, DOGV, número 9.030bis, l'1 de març de 2021.
87. Favara
Decret 118/1984, de 12 de novembre, del Consell de la Generalitat Valenciana, pel qual s'aprova la nova denominació del municipi de Favara.
Publicat al Diari Oficial de la Generalitat Valenciana, DOGV, número 205, el 22 de novembre de 1984.
88. Foios
Decret de 16 de juliol de 1979, autoritzant el canvi de nom del Municipi de Foyos pel de Foios.
Publicat al Butlletí Oficial del Consell del País Valencià, BOCPV, número 10, l'1 d'agost de 1979.
89. el Fondó de les Neus, oficialment el Fondó de les Neus / Hondón de las Nieves
Decret 185/2005, de 2 de desembre, del Consell de la Generalitat, pel qual s'aprova el canvi de denominació del municipi d'Hondón de las Nieves per la forma en valencià del Fondó de les Neus. [2005/X13518]
Publicat al Diari Oficial de la Generalitat Valenciana, DOGV, número 5.150, el 7 de desembre de 2005. 
 

Decret 23/2007, de 23 de febrer, de Consell, pel qual s'aprova el canvi de denominació del municipi del Fondó de les Neus per la forma bilingüe: el Fondó de les Neus / Hondón de las Nieves. [2007/2552]
Publicat al Diari Oficial de la Generalitat Valenciana, DOCV, número 5.459, el 27 de febrer de 2007.
90. la Font d'en Carròs
Acord del Consell de Ministres del 23 de novembre de 1977, pel qual s'aprova el canvi de nom de Fuente Encarroz pel de la Font d'En Carròs.
91. la Font de la Figuera
Decret 128/1984, de 26 de novembre, del Consell de la Generalitat Valenciana, pel qual s'aprova la nova denominació del municipi de La Font de la Figuera.
Publicat al Diari Oficial de la Generalitat Valenciana, DOGV, número 210, el 10 de desembre de 1984.
92. Fontanars dels Alforins
Decret 72/1992, de 28 d'abril, del Govern Valencià, pel qual s'aprova el canvi de denominació del municipi de Fontanares per Fontanars dels Alforins.
Publicat al Diari Oficial de la Generalitat Valenciana, DOGV, número 1.779, l'11 de maig de 1992.
93. Gaianes
Decret 113/1991, de 26 de juny, del Consell de la Generalitat Valenciana, pel qual s'aprova el canvi de la denominació del municipi de Gayanes per la de Gaianes.
Publicat al Diari Oficial de la Generalitat Valenciana, DOGV, número 1.578, el 3 de juliol de 1991.
94. Gandia
Decret 229/1994, de 8 de novembre, del Govern Valencià, pel qual aprova el canvi de denominació del municipi de Gandia.
Publicat al Diari Oficial de la Generalitat Valenciana, DOGV, número 2.390, el 18 de novembre de 1994.
95. Gavarda
Decret 160/1986, de 22 de desembre, del Consell de la Generalitat Valenciana, pel qual és aprovada la nova denominació del Municipi de Gavarda (València).
Publicat al Diari Oficial de la Generalitat Valenciana, DOGV, número 499, el 5 de gener de 1987.
96. el Genovés
Decret 139/2018, de 14 de setembre, del Consell, d'aprovació del canvi de denoiminació del municipi de Genovés per la forma exclusiva en valencià el Genovés. [2018/8723].
Publicat al Diari Oficial de la Generalitat Valenciana, DOGV, número 8.388, el 21 de setembre de 2018.
97. Guadasséquies
Decret 155/2011, de 21 d'octubre, del Consell, pel qual s'aprova el canvi de denominació del municipi de Guadasequies per la forma exclusiva en valencià de Guadasséquies. [2011/10757]
Publicat al Diari Oficial de la Generalitat Valenciana, DOCV, número 6.636, el 24 d'octubre de 2011.
98. Guadassuar
Decret 30/1992, de 2 de març, del Govern Valencià, pel qual aprova la nova denominació del municipi Guadasuar per Guadassuar.
Publicat al Diari Oficial de la Generalitat Valenciana, DOGV, número 1.744, el 13 de març de 1992.
99. Guardamar de la Safor
Decret 79/2001, de 2 d'abril, del Govern Valencià, pel qual s'aprova el canvi de denominació del municipi de Guardamar per la forma en valencià de Guardamar de la Safor. [2001/M3133]
Publicat al Diari Oficial de la Generalitat Valenciana, DOGV, número 3.975, el 6 d'abril de 2001.
100. Herbers
Decret 111/2020 de 4 de setembre de 2020, pel qual s'aprova el canvi de nom d'Herbés per la forma exclusiva en valencià Herbers . [2020/7060]
Publicat al Diari Oficial de la Generalitat Valenciana, DOGV, número 8.900, el 8 setembre de 2020.
101. Llíria
Decret pel qual es publica l'acord del Consell del País Valencià el qual aprovà el canvi de denominació del municipi de Liria.
Publicat al Butlletí Oficial del Consell del País Valencià, BOCPV, número 36, el 15 de desembre de 1980.
102. Llocnou d'en Fenollet
Decret 236/1999, de 23 de desembre, del Govern Valencià, pel qual s'aprova l'alteració del nom de determinats municipis. [1999/X10954]
Publicat al Diari Oficial de la Generalitat Valenciana, DOGV, número 3.655, el 29 de desembre de 1999.
103. Llocnou de la Corona
Decret 21/2005, de 4 de febrer, del Consell de la Generalitat, per la qual s'aprova el canvi de denominació del municipi de Lugar Nuevo de la Corona per la forma valenciana Llocnou de la Corona. [2005/M1243]
Publicat al Diari Oficial de la Generalitat Valenciana, DOGV, número 4.941, el 8 de febrer de 2005.
104. Llocnou de Sant Jeroni
Decret 133/1984, de 10 de desembre, del Consell de la Generalitat Valenciana, pel qual s'aprova la nova denominació del municipi de Llocnou de Sant Jeroni.
Publicat al Diari Oficial de la Generalitat Valenciana, DOGV, número 217, el 10 de gener de 1985.
105. Llombai
Decret 159/1986, de 22 de desembre, del Consell de la Generalitat Valenciana, pel qual és aprovada la nova denominació del Municipi de Llombai (València).
Publicat al Diari Oficial de la Generalitat Valenciana, DOGV, número 499, el 5 de gener de 1987.
106. la Llosa de Ranes
Decret 38/2001, de 27 de febrer, del Govern Valencià, per la qual s'aprova el canvi de denominació del municipi de Llosa de Ranes per la forma en valencià la Llosa de Ranes. [2001/X1880]
Publicat al Diari Oficial de la Generalitat Valenciana, DOGV, número 3.950, l'1 de març de 2001.
107. Llucena
Decret 67/2016, de 3 de juny, del Consell, pel qual s'aprova el canvi de denominació del municipi de Lucena del Cid per la forma bilingüe Llucena/Lucena del Cid. [2016/4172]
Publicat al Diari Oficial de la Generalitat Valenciana, DOGV, número 7.799, 6 de juny de 2016.
108. Llutxent
Decret pel qual s'autoritza el canvi de nom del Municipi de Luchente pel de Llutxent.
Publicat al Butlletí Oficial del Consell del País Valencià, BOCPV, número 20, el 15 d'abril de 1980.
109. Massalavés
Decret 64/2010, de 16 d'abril, el Consell, pel qual s'aprova el canvi de denominació del municipi de Masalavés per la forma exclusiva en valencià de Massalavés. [2010/4251]
Publicat al Diari Oficial de la Generalitat Valenciana, DOCV, número 6.249, el 20 d'abril de 2010.
110. Massalfassar
Decret 95/1986, de 21 de juliol, del Consell de la Generalitat Valenciana, pel qual s'aprova la nova denominació del Municipi de Massalfassar (València).
Publicat al Diari Oficial de la Generalitat Valenciana, DOGV, número 415, l'11 d'agost de 1986.
111. Massamagrell
Decret de 31 de maig de 1982 pel qual s'autoritza el canvi de nom del municipi de Masamagrell (València).
Publicat al Butlletí Oficial del Consell del País Valencià, BOCPV, número 72, el 15 de juny de 1982.
112. Massanassa
Decret pel qual es publica l'acord del Consell del País Valencià aprovant el canvi de denominació del municipi de Massanassa.
Publicat al Butlletí Oficial del Consell del País Valencià, BOCPV, número 36, el 15 de desembre de 1980.
113. la Mata
Decret 231/1992, de 28 de desembre, del Govern valencià, pel qual aprova el canvi de denominació del municipi de La Mata de Morella.
Publicat al Diari Oficial de la Generalitat Valenciana, DOGV, número 1.942, el 13 de gener de 1993.
114. Moixent, oficialment Moixent / Mogente
Decret 44/1989, de 4 d'abril del Consell de la Generalitat Valenciana, pel qual s'autoritza la nova denominació del Municipi de Mogente en forma bilingüe: Moixent en Valencià i Mogente en Castellà.
Publicat al Diari Oficial de la Generalitat Valenciana, DOGV, número 1.040, el 10 d'abril de 1989.
115. Moncofa
Decret 131/1993, de 30 de juliol, del Govern Valencià, pel qual aprova el canvi de denominació del municipi de Moncófar.
Publicat al Diari Oficial de la Generalitat Valenciana, DOGV, número 2.089, el 23 d'agost de 1993.
116. Monòver, oficialment Monòver / Monóvar
Decret 256/1993, de 30 de desembre, del Govern Valencià, pel qual s'aprova el canvi de denominació del municipi de Monóvar per la forma bilingüe de Monòver en valencià i Monóvar en castellà.
Publicat al Diari Oficial de la Generalitat Valenciana, DOGV, número 2.190, el 21 de gener de 1994.
117. Montserrat
Decret 104/2005, de 3 de juny, del Consell de la Generalitat, pel qual s'aprova el canvi de denominació del municipi de Monserrat per la forma valenciana de Montserrat. [2005/X6595]
Publicat al Diari Oficial de la Generalitat Valenciana, DOGV, número 5.024, el 9 de juny de 2005.
118. Montaverner
Decret 364/1995, de 29 de desembre, del Govern Valencià, pel qual s'aprova el canvi de denominació del municipi de Montaberner per la forma en valencià de Montaverner.
Publicat al Diari Oficial de la Generalitat Valenciana, DOGV, número 2.667, el 15 de gener de 1996.
119. Montitxelvo, oficialment Montitxelvo / Montichelvo
Decret 73/2007, de 18 de maig, del Consell, pel qual s'aprova el canvi de denominació del municipi de Montichelvo per la forma bilingüe: Montitxelvo/Montichelvo. [2007/6488]
Publicat al Diari Oficial de la Generalitat Valenciana, DOCV, número 5.517, el 22 de maig de 2007.
120. Montroi, oficialment Montroi / Montroy
Decret 164/2013, de 25 d'octubre, del Consell, pel qual s'aprova el canvi de denominació del municipi de Montroy per la forma bilingüe de Montroi / Montroy. [2013/10241].
Publicat al Diari Oficial de la Generalitat Valenciana, DOCV, número 7.140, el 28 d'octubre de 2013.
121. Mutxamel
Decret 24/1990, de 31 de gener, del Consell de la Generalitat Valenciana, pel qual s'aprova la nova denominació del municipi de Muchamiel per Mutxamel (Alacant).
Publicat al Diari Oficial de la Generalitat Valenciana, DOGV, número 1.238, el 6 de febrer de 1990
122. Nàquera, oficialment Nàquera / Náquera
Decret 116/2018, de 3 d'agost, del Consell, pel qual s'aprova el canvi de denominació del municipi de Náquera per la forma bilingüe Nàquera/Náquera.
Publicat al Diari Oficial de la Generalitat Valenciana, DOGV, número 8.126, el 29 d'agost de 2018.
123. Novetlè
Decret 176/1988, de 15 de novembre, del Consell de la Generalitat Valenciana, pel qual és aprovada la nova denominació del Municipi de Novelé (València).
Publicat al Diari Oficial de la Generalitat Valenciana, DOGV, número 949, el 23 de novembre de 1988. 
 

Decret 42/2023, de 31 de març, del Consell, pel qual s'aprova el canvi de denominació del municipi de Novetlè/Novelé per la forma exclusiva en valencià Novetlè. [2023/3584]
Publicat al Diari Oficial de la Generalitat Valenciana, DOGV, número 9.568 del 4 d'abril de 2023.
124. l'Olleria
Decret de 26 de març de 1982 pel qual s'aprova el canvi de nom del municipi d'Olleria.
Publicat al Butlletí Oficial del Consell del País Valencià, BOCPV, número 67, l'1 d'abril de 1982.
125. Ontinyent
Decret de 8 de febrer de 1982, pel qual s'aprova el canvi de denominació del municipi de "Onteniente".
Publicat al Butlletí Oficial del Consell del País Valencià, BOCPV, número 64, el 15 de febrer de 1982.
126. Orpesa, oficialment Orpesa / Oropesa del Mar
Decret 87/1991, de 29 de maig, del Consell de la Generalitat Valenciana, pel qual aprova la nova denominació del municipi en bilingüe: Orpesa en valencià i Oropesa del Mar en castellà.
Publicat al Diari Oficial de la Generalitat Valenciana, DOGV, número 1.566, el 17 de juny de 1991.
127. l'Orxa, oficialment l'Orxa / Lorcha
Decret 155/1990, d'1 d'octubre, del Consell de la Generalitat Valenciana, pel qual s'aprova la nova denominació del municipi en bilingüe L'Orxa en valencià i Lorcha en castellà.
Publicat al Diari Oficial de la Generalitat Valenciana, DOGV, número 1.400, l'11 d'octubre de 1990.
128. Orxeta
Decret 180/1991, de 15 d'octubre, del Consell de la Generalitat Valenciana, pel qual s'aprova el canvi de denominació del municipi d'Orcheta per la d'Orxeta.
Publicat al Diari Oficial de la Generalitat Valenciana, DOGV, número 1.647, el 22 d'octubre de 1991.
129. el Palomar
Decret 236/1999, de 23 de desembre, del Govern Valencià, pel qual s'aprova l'alteració del nom de determinats municipis. [1999/X10954]
Publicat al Diari Oficial de la Generalitat Valenciana, DOGV, número 3.655, el 29 de desembre de 1999.
130. Penàguila
Decret 108/1993, de 19 de juliol, del Govern Valencià, pel qual aprova el canvi de denominació del municipi de Penáguila.
Publicat al Diari Oficial de la Generalitat Valenciana, DOGV, número 2.082, el 6 d'agost de 1993.
131. Peníscola, oficialment Peníscola / Peñíscola
Decret 90/2008, de 27 de juny, del Consell pel qual s'aprova el canvi de denominació del municipi Peñíscola per la forma bilingüe de Peníscola/Peñíscola. [2008/8108]
Publicat al Diari Oficial de la Generalitat Valenciana, DOCV, número 5.796, l'1 de juliol de 2008.
132. Petrer
Decret 132/1984, de 10 de desembre, del Consell de la Generalitat Valenciana, pel qual s'aprova la nova denominació del municipi de Petrer.
Publicat al Diari Oficial de la Generalitat Valenciana, DOGV, número 217, el 10 de gener de 1985.
133. Picanya
Decret del Ple del Consell pel qual s'aprova el canvi de nom del Municipi de Picaña pel de Picanya.
Publicat al Butlletí Oficial del Consell del País Valencià, BOCPV, número 24, el 16 de juny de 1980.
134. Picassent
Decret pel qual es publica l'acord del Ple del Consell del País Valencià que aprova el canvi de denominació del municipi de Picasent.
Publicat al Butlletí Oficial del Consell del País Valencià, BOCPV, número 34, el 15 de novembre de 1980.
135. el Pinós, oficialment el Pinós / Pinoso
Decret 3/2005, de 14 de gener, del Consell de la Generalitat, pel qual s'aprova el canvi de denominació del municipi de Pinoso per la forma bilingüe el Pinós / Pinoso. [2005/X368]
Publicat al Diari Oficial de la Generalitat Valenciana, DOGV, número 4.926, el 18 de gener de 2005.
136. la Pobla de Benifassà
Decret 74/1996, de 16 d'abril, del Govern Valencià, pel qual s'aprova el canvi de denominació del municipi de Puebla de Benifasar per la forma tradicional en valencià de la Pobla de Benifassà.
Publicat al Diari Oficial de la Generalitat Valenciana, DOGV, número 2.732, el 22 d'abril de 1996.
137. la Pobla de Farnals
Decret 135/1984, de 10 de desembre, del Consell de la Generalitat Valenciana, pel qual s'aprova la nova denominació del municipi de la Pobla de Farnals.
Publicat al Diari Oficial de la Generalitat Valenciana, DOGV, número 217, el 10 de gener de 1985.
138. la Pobla de Vallbona
Decret de 8 de febrer de 1982, pel qual s'aprova el canvi de denominació del municipi de "Puebla de Vallbona".
Publicat al Butlletí Oficial del Consell del País Valencià, BOCPV, número 64, el 15 de febrer de 1982.
139. la Pobla del Duc
Decret 134/1984, de 10 de desembre, del Consell de la Generalitat Valenciana, pel qual s'aprova la nova denominació del municipi de La Pobla del Duc.
Publicat al Diari Oficial de la Generalitat Valenciana, DOGV, número 217, el 10 de gener de 1985.
140. la Pobla Llarga
Decret del Ple del Consell pel qual s'aprova el canvi de nom del Municipi de Puebla Larga pel de Pobla Llarga.
Publicat al Butlletí Oficial del Consell del País Valencià, BOCPV, número 24, el 16 de juny de 1980. 
 

Decret pel qual es publica l'acord del Ple del Consell del País Valencià, que aprova el canvi de nom del municipi de Pobla Llarga pel de la Pobla Llarga.
Publicat al Butlletí Oficial del Consell del País Valencià, BOCPV, número 34, el 15 de novembre de 1980.
141. la Pobla Tornesa
Decret 31/1992, de 2 de març, del Govern valencià, pel qual aprova el canvi de denominació del municipi de Puebla Tornesa per la de la Pobla Tornesa.
Publicat al Diari Oficial de la Generalitat Valenciana, DOGV, número 1.739, el 6 de març de 1992.
142. el Poble Nou de Benitatxell, oficialment el Poble Nou de Benitatxell / Benitachell
Decret 136/1994, de 18 de juliol, del Govern Valencià, pel qual s'aprova el canvi de denominació del municipi de Benitachell per la forma bilingüe del Poble Nou de Benitatxell en valencià i Benitachell en castellà.
Publicat al Diari Oficial de la Generalitat Valenciana, DOGV, número 2.329, el 19 d'agost de 1994.
143. els Poblets
Decret 216/1991, de 25 de novembre, del Consell de la Generalitat Valenciana, pel qual aprova el canvi de denominació del municipi de Setla-Mirarrosa y Miraflor per la forma en valencià: Els Poblets.
Publicat al Diari Oficial de la Generalitat Valenciana, DOGV, número 1.681, l'11 de desembre de 1991.
144. Polinyà de Xúquer
Decret de 19 de juliol de 1982 pel qual s'aprova el canvi de denominació del municipi de Poliñá del Júcar pel de Polinyà de Xúquer.
Publicat al Diari Oficial de la Generalitat Valenciana, DOGV, número 80, el 15 d'octubre de 1982.
145. Potries
Decret 54/2014, d'11 dabril de 2014, pel qual s'aprova el canvi de denominació del municipi de Potríes per la forma exclusiva en valencià de Potries. [2014/3334]
Publicat al Diari Oficial de la Generalitat Valenciana, DOCV, número 7.254, el 14 d'abril de 2014.
146. Puçol
Decret de 3 de maig de 1982, pel qual s'aprova el canvi de nom del municipi de Puzol.
Publicat al Butlletí Oficial del Consell del País Valencià, BOCPV, número 70, el 15 de maig de 1982.
147. el Puig de Santa Maria
Decret 140/2012, de 28 de setembre, del Consell, pel qual s'aprova la nova denominació del municipi del Puig de Santa Maria. [2012/9020]
Publicat al Diari Oficial de la Generalitat Valenciana, DOCV, número 6.873, l'1 d'octubre de 2012.
148. Quart de les Valls
Decret 113/1985, de 22 de juliol, del Consell de la Generalitat Valenciana, pel qual s'aprova la nova denominació del municipi de Quart de les Valls.
Publicat al Diari Oficial de la Generalitat Valenciana, DOGV, número 277, el 5 d'agost de 1985.
149. Quart de Poblet
Decret del Ple del Consell pel qual s'aprova el canvi de nom del Municipi de Cuart de Poblet, pel de Quart de Poblet.
Publicat al Butlletí Oficial del Consell del País Valencià, BOCPV, número 27, l'1 d'agost de 1980.
150. Quartell
Acord del Ple del Consell de 5 de novembre de 1982, pel qual s'aprova el canvi de denominació del municipi de Cuartell per Quartell.
Publicat al Diari Oficial de la Generalitat Valenciana, DOGV, número 88, el 24 de desembre de 1982.
151. Quatretonda
Decret pel qual es publica l'acord del Consell del País Valencià aprovant el canvi de denominació del Municipi de Cuatretonda.
Publicat al Butlletí Oficial del Consell del País Valencià, BOCPV, número 41, el 2 de març de 1981.
152. Quatretondeta
Decret 70/1992, de 28 d'abril, del Govern Valencià, pel qual s'aprova el canvi de denominació del municipi de Cuatretondeta per la de Quatretondeta.
Publicat al Diari Oficial de la Generalitat Valenciana, DOGV, número 1.779, l'11 de maig de 1992.
153. Rafelbunyol
Decret 155/1988, d'11 d'octubre, del Consell de la Generalitat Valenciana, pel qual s'aprova la nova denominació del Municipi de Rafelbuñol.
Publicat al Diari Oficial de la Generalitat Valenciana, DOGV, número 925, el 19 d'octubre de 1988.
Decret 144/2012, de 5 d'octubre, del Consell de la Generalitat Valenciana, pel qual s'aprova la nova denominació del Municipi de Rafelbunyol.
Publicat al Diari Oficial de la Generalitat Valenciana, DOCV, número 6.878, el 8 d'octubre de 2012.
154. el Ràfol d'Almúnia
Decret 66/1999, de 4 de maig, del Govern Valencià, pel qual s'aprova el canvi de denominació del municipi de Ráfol de Almunia per la forma en valencià del Ràfol d'Almúnia. [1999/M4335]
Publicat al Diari Oficial de la Generalitat Valenciana, DOGV, número 3.494, el 13 de maig de 1999.
155. Real
Decret 156/1993, de 31 d'agost, del Govern Valencià, pel qual aprova el canvi de denominació del municipi de Real de Montroy per la forma valenciana de Real de Montroi.
Publicat al Diari Oficial de la Generalitat Valenciana, DOGV, número 2.102, el 14 de setembre de 1993. 
 

Decret 126/2009, de 28 d'agost, del Consell, pel qual s'aprova el canvi de denominació del municipi de Real de Montroi per la forma exclusiva en valencià de Real. [2009/9787]
Publicat al Diari Oficial de la Generalitat Valenciana, DOCV, número 6.092, l'1 de setembre de 2008.
156. el Real de Gandia
Decret 68/2016, de 3 de juny, del Consell, pel qual s'aprova el canvi de denominació del municipi de Real de Gandía per la forma exclusiva en valencià el Real de Gandia. [2016/4174]
Publicat al Diari Oficial de la Generalitat Valenciana, DOGV, número 7.799, 6 de juny de 2016.
157. Riba-roja de Túria
Decret 139/1984, de 22 de desembre, del Consell de la Generalitat Valenciana, pel qual s'aprova la nova denominació del municipi de Riba-roja de Túria.
Publicat al Diari Oficial de la Generalitat Valenciana, DOGV, número 221, el 24 de gener de 1985.
158. Rossell
Decret 149/1993, de 17 d'agost, del Govern valencià, pel qual s'aprova el canvi de denominació del municipi de Rosell.
Publicat al Diari Oficial de la Generalitat Valenciana, DOGV, número 2.096, el 6 de setembre de 1993.
159. Rotglà i Corberà
Decret 151/2001, de 5 d'octubre, del Govern Valencià, pel qual s'aprova el canvi de denominació del municipi de Rotglá y Corberá per la forma en valencià de Rotglà i Corberà. [2001/X9853]
Publicat al Diari Oficial de la Generalitat Valenciana, DOGV, número 4.105, l'11 d'octubre de 2001.
160. Ròtova
Decret 191/2020, de 27 de novembre, del Consell, d'aprovació del canvi de denominació del municipi de Rótova per la forma exclusiva en valencià Ròtova. [2020/10402]. Publicat al Diari Oficial de la Generalitat Valenciana, DOGV núm. 8966 de 3 de desembre de 2020.
161. Sagunt, oficialment Sagunt / Sagunto
Decret 43/1987, de 13 d'abril, del Consell de la Generalitat Valenciana, pel qual és aprovada la nova denominació bilingüe del Municipi de Sagunt en valencià i Sagunto en castellà.
Publicat al Diari Oficial de la Generalitat Valenciana, DOGV, número 581, el 7 de maig de 1987.
162. la Salzadella
Decret 132/1993, de 30 de juliol, del Govern Valencià, pel qual s'aprova el canvi de denominació del municipi de Salsadella.
Publicat al Diari Oficial de la Generalitat Valenciana, DOGV, número 2.089, el 23 d'agost de 1993.
163. Muro, oficialment Muro de Alcoy
Decret 196/2002, de 3 de desembre, del Govern Valencià, pel qual es denega el canvi de denominació del municipi de Muro d'Alcoy per la forma Muro. [2002/X13536]
Publicat al Diari Oficial de la Generalitat Valenciana, DOGV, número 4.394, el 9 de desembre de 2002.
164. Sant Joan d'Alacant.
Decret 236/1999, de 23 de desembre, del Govern Valencià, pel qual s'aprova l'alteració del nom de determinats municipis. [1999/X10954]
Publicat al Diari Oficial de la Generalitat Valenciana, DOGV, número 3.655, el 29 de desembre de 1999.
165. Sant Joanet
Decret 160/2008, de 17 d'octubre, del Consell, pel qual s'aprova el canvi de denominació del municipi de San Juan de Énova per la forma exclusiva en valencià de Sant Joan de l'Ènova. [2008/12075]
Publicat al Diari Oficial de la Generalitat Valenciana, DOCV, número 5.875, el 21 d'octubre de 2008. 
 

Decret 26/2010, de 29 de gener, del Consell, pel qual s'aprova el canvi de denominació del municipi de Sant Joan de l'Ènova per la forma exclusiva en valencià de Sant Joanet. [2010/1042]
Publicat al Diari Oficial de la Generalitat Valenciana, DOCV, número 6.197, el 2 de febrer de 2010.
166. Sant Joan de Moró
Decret 365/1995, de 29 de desembre, del Govern Valencià, pel qual s'aprova el canvi de denominació del municipi de San Juan de Moró per la forma en valencià de Sant Joan de Moró.
Publicat al Diari Oficial de la Generalitat Valenciana, DOGV, número 2.677, el 30 de gener de 1996.
167. Sant Jordi, oficialment Sant Jordi / San Jorge
Decret 150/2001, de 5 d'octubre, del Govern Valencià, pel qual s'aprova el canvi de denominació del municipi de San Jorge per la forma bilingüe de Sant Jordi/San Jorge. [2001/M9852]
Publicat al Diari Oficial de la Generalitat Valenciana, DOGV, número 4.106, el 15 d'octubre de 2001.
168. Sant Mateu (Baix Maestrat)
Decret 20/1987, de 2 de març, del Consell de la Generalitat Valenciana, pel qual és aprovada la nova denominació del Municipi de Sant Mateu (Castelló).
Publicat al Diari Oficial de la Generalitat Valenciana, DOGV, número 548, el 17 de març de 1987.
169. Sant Vicent del Raspeig, oficialment Sant Vicent del Raspeig / San Vicente del Raspeig
Decret 207/1993, de 9 de novembre, del Govern Valencià, pel qual s'aprova el canvi de denominació del municipi de San Vicente del Raspeig.
Publicat al Diari Oficial de la Generalitat Valenciana, DOGV, número 2.149, el 22 de novembre de 1993.
170. Senyera
Decret pel qual es publica l'acord del Consell, aprovant el canvi de denominació del Municipi de Señera.
Publicat al Butlletí Oficial del Consell del País Valencià, BOCPV, número 35, l'1 de desembre de 1980.
171. la Serratella
Decret 29/2013, de 8 de febrer, del Consell, pel qual s'aprova el canvi de denominació del municipi de Sarratella per la forma exclusiva en valencià de la Serratella.
Publicat al Diari Oficial de la Generalitat Valenciana, DOCV, número 6.962, l'11 de febrer de 2013.
172. Simat de la Valldigna
Decret 131/1988, de 5 de setembre, del Consell de la Generalitat Valenciana, pel qual és aprovada la nova denominació del municipi de Simat de Valldigna (València).
Publicat al Diari Oficial de la Generalitat Valenciana, DOGV, número 899, el 12 de setembre de 1988.
173. Suera, oficialment Suera / Sueras
Decret 87/1994, de 10 de maig, del Govern Valencià, pel qual s'aprova el canvi de denominació del municipi de Sueras per la forma bilingüe de Suera en valencià i Sueras en castellà.
Publicat al Diari Oficial de la Generalitat Valenciana, DOGV, número 2.273, el 24 de maig de 1994.
174. Sumacàrcer
Decret 152/1986, de 9 de desembre, del Consell de la Generalitat Valenciana, pel qual és aprovada la nova denominació del Municipi de Sumacàrcer (València).
Publicat al Diari Oficial de la Generalitat Valenciana, DOGV, número 494, el 26 de desembre de 1986.
175. Tàrbena
Decret 81/2004, de 21 de maig, del Consell de la Generalitat, pel qual s'aprova el canvi de denominació del municipi de Tárbena per la forma en valencià de Tàrbena. [2004/5326]
Publicat al Diari Oficial de la Generalitat Valenciana, DOGV, número 4.760, el 25 de maig de 2004.
176. Tavernes Blanques
Decret de 25 de gener de 1982, pel qual s'aprova el canvi de denominació del municipi de Tabernes Blanques.
Publicat al Butlletí Oficial del Consell del País Valencià, BOCPV, número 63, l'1 de febrer de 1982.
177. Tavernes de la Valldigna
Decret 69/1985, de 27 de maig, del Consell de la Generalitat Valenciana, pel qual s'aprova la nova denominació del municipi de Tavernes de la Valldigna.
Publicat al Diari Oficial de la Generalitat Valenciana, DOGV, número 259, el 10 de juny de 1985.
178. la Torre d'en Besora
Decret 99/1992, de 22 de juny, del Govern Valencià, pel qual s'aprova el canvi de denominació del municipi de Torre Embesora (Castelló).
Publicat al Diari Oficial de la Generalitat Valenciana, DOGV, número 1.820, el 7 de juliol de 1992.
179. la Torre de les Maçanes, oficialment la Torre de les Maçanes / Torremanzanas
Decret 206/1993, de 9 de novembre, del Govern Valencià, pel qual s'aprova el canvi de denominació del municipi de Torremanzanas per la forma bilingüe de la Torre de les Maçanes, en valencià, i Torremanzanas, en castellà.
Publicat al Diari Oficial de la Generalitat Valenciana, DOGV, número 2.147, el 18 de novembre de 1993.
180. la Torre d'en Doménec
Decret 91/2008, de 27 de juny, del Consell, pel qual s'aprova el canvi de denominació del municipi Torre Endoménech per la forma exclusiva en valencià la Torre d'en Doménec. [2008/8126]
Publicat al Diari Oficial de la Generalitat Valenciana, DOCV, número 5.796, l'1 de juliol de 2008.
181. Torrent (Horta Oest)
Acord del Consell de Ministres del 2 de febrer de 1979, pel qual s'aprova el canvi de nom de Torrente pel de Torrent.
182. Torres Torres
Decret 60/1993, de 17 de maig, del Govern Valencià, pel qual aprova el canvi de denominació del municipi de Torres-Torres per la de Torres Torres.
Publicat al Diari Oficial de la Generalitat Valenciana, DOGV, número 2.029, el 21 de maig de 1993.
183. les Useres, oficialment les Useres / Useras
Decret 11/1984, de 14 de febrer, del Consell de la Generalitat Valenciana, pel qual s'aprova la nova denominació bilingüe del municipi de Les Useres en valencià, Useras en castellà, en bilingüe.
Publicat al Diari Oficial de la Generalitat Valenciana, DOGV, número 234, el 7 de març de 1985.
184. València, 10 de febrer de 2017
Decret 16/2017, de 10 de febrer de 2017, pel qual s'aprova el canvi de denominació del municipi de Valencia per la forma exclusiva en valencià de València.[2017/1189]
Publicat al Diari Oficial de la Generalitat Valenciana, DOGV, número 7.979, el 14 de febrer de 2017
185. la Vall d'Alcalà
Decret 61/1993, de 17 de maig, del Govern Valencià, pel qual s'aprova el canvi de denominació del municipi de Vall de Alcalá per la forma valenciana de la Vall d'Alcalà.
Publicat al Diari Oficial de la Generalitat Valenciana, DOGV, número 2.036, l'1 de juny de 1993.
186. la Vall d'Uixó
Decret 6/1989, de 30 de gener, del Consell de la Generalitat Valenciana, pel qual queda aprovada la nova denominació del municipi de Vall de Uxó en la forma de la Vall d'Uixó en valencià.
Publicat al Diari Oficial de la Generalitat Valenciana, DOGV, número 998, el 3 de febrer de 1989.
Correcció d'errades del Decret 6/1988, de 30 de gener, del Consell de la Generalitat Valenciana, pel qual s'aprova la nova denominació del municipi de Vall de Uxó en la forma la Vall d'Uixó en valencià.
Correcció publicada al Diari Oficial de la Generalitat Valenciana, DOGV, número 1.001, el 8 de febrer de 1989.
187. la Vall d'Ebo
Decret 188/2006, de 22 de desembre, del Consell, per la qual s'aprova el canvi de denominació del municipi de Vall de Ebo, por la forma exclusiva en valencià de la Vall d'Ebo. [2006/15138]
Publicat al Diari Oficial de la Generalitat Valenciana, DOGV, número 5.415, el 27 de desembre de 2006.
188. la Vall de Gallinera
Decret 11/2021, de 22 de gener, del Consell, d'aprovació del canvi de denominació del municipi de Vall de Gallinera per la forma exclusiva en valencià la Vall de Gallinera. [2021/684]
Publicat al Diari Oficial de la Generalitat Valenciana DOGV número 9006, el 27 de gener de 2021.
189. la Vall de Laguar
Decret 236/1999, de 23 de desembre, del Govern Valencià, pel qual s'aprova l'alteració del nom de determinats municipis. [1999/X10954]
Publicat al Diari Oficial de la Generalitat Valenciana, DOGV, número 3.655, el 29 de desembre de 1999.
190. el Verger
Decret 90/1992, de 8 de juny, del Govern Valencià, pel qual s'aprova el canvi de denominació del municipi de Vergel.
Publicat al Diari Oficial de la Generalitat Valenciana, DOGV, número 1.805, el 16 de juny de 1992.
191. la Vila Joiosa, oficialment la Vila Joiosa / Villajoyosa
Decret 153/1988, d'11 d'octubre, del Consell de la Generalitat Valenciana, pel qual s'aprova la nova denominació del Municipi de Villajoyosa.
Publicat al Diari Oficial de la Generalitat Valenciana, DOGV, número 925, el 19 d'octubre de 1988.
192. Vila-real
Decret de 15 de novembre de 1982, d'aprovació del canvi de denominació del municipi de "Villarreal de los Infantes" (Castelló) pel de Vila-real.
Publicat al Diari Oficial de la Generalitat Valenciana, DOGV, número 93, el 5 de febrer de 1983. 
 

Decret 180/2006, d'1 de desembre, del Consell, pel qual s'aprova el canvi de denominació del municipi de Villarreal/Vila-real per la forma exclusiva en valencià Vila-real. [2006/F14222]
Publicat al Diari Oficial de la Generalitat Valenciana, DOGV, número 5.402, el 5 de desembre de 2006.
193. Vilafamés
Decret 71/1992, de 28 d'abril, del Govern Valencià, pel qual s'aprova el canvi de denominació del municipi de Villafamés pel de Vilafamés.
Publicat al Diari Oficial de la Generalitat Valenciana, DOGV, número 1.780, el 12 de maig de 1992.
194. Vilafranca, oficialment Vilafranca / Villafranca del Cid
Decret 82/2004, de 21 de maig, del Consell de la Generalitat, pel qual s'aprova el canvi de denominació del municipi de Villafranca del Cid per la forma bilingüe de Villafranca del Cid/Vilafranca. [2004/5328]
Publicat al Diari Oficial de la Generalitat Valenciana, DOGV, número 4.760, el 25 de maig de 2004.
195. Vilallonga, oficialment Vilallonga / Villalonga
Decret 60/2013, de 17 de maig, del Consell, pel qual s'aprova el canvi de denominació del municipi de Villalonga per la forma bilingüe  Vilallonga / Villalonga.
Publicat al Diari Oficial de la Generalitat Valenciana, DOCV, número 7.027, el 20 de maig de 2013.
196. Vilamarxant
Decret 161/1986, de 22 de desembre, del Consell de la Generalitat Valenciana, pel qual és aprovada la nova denominació del Municipi de Vilamarxant (València).
Publicat al Diari Oficial de la Generalitat Valenciana, DOGV, número 499, el 5 de gener de 1987.
197. Vilanova d'Alcolea
Decret 18/1988, de 8 de febrer, del Consell de la Generalitat, pel qual és aprovada la nova denominació del Municipi de Villanueva de Alcolea (Castelló).
Publicat al Diari Oficial de la Generalitat Valenciana, DOGV, número 762, el 12 de febrer de 1988.
198. Vilar de Canes
Decret 91/1992, de 8 de juny, del Govern Valencià, pel qual s'aprova la nova denominació del municipi de Villar de Canes per Vilar de Canes.
Publicat al Diari Oficial de la Generalitat Valenciana, DOGV, número 1.809, el 22 de juny de 1992.
199. la Vilavella
Decret 152/2001, de 5 d'octubre, del Govern Valencià, pel qual s'aprova el canvi de denominació del municipi de Villavieja per la forma en valencià de la Vilavella. [2001/S9854]
Publicat al Diari Oficial de la Generalitat Valenciana, DOGV, número 4.105, l'11 d'octubre de 2001.
200. Vinaròs
Decret pel qual es publica l'acord del Consell del País Valencià, que aprova el canvi de denominació del municipi de Vinaròs.
Publicat al Butlletí Oficial del Consell del País Valencià, BOCPV, número 34, el 15 de novembre de 1980.
201. Vistabella del Maestrat
Decret 130/2014, d'1 d'agost, del Govern Valencià, pel qual s'aprova el canvi de denominació del municipi de Vistabella del Maestrazgo per la forma exclusiva en valencià de Vistabella del Maestrat. [2014/7442]
Publicat al Diari Oficial de la Generalitat Valenciana, DOGV, número 7.331, el 4 d'agost de 2014.
202. Xàbia, oficialment Xàbia / Jávea
Decret 80/1985, de 10 de juny, del Consell de la Generalitat Valenciana, pel qual s'aprova la denominació en bilingüe del municipi de Xàbia en Valencià, Jávea en castellà.
Publicat al Diari Oficial de la Generalitat Valenciana, DOGV, número 264, el 27 de juny de 1985.
203. Xaló
Decret 21/1994, de 8 de febrer, del Govern Valencià, pel qual s'aprova el canvi de denominació del municipi de Jalón per la forma bilingüe de Xaló en valencià i Jalón en castellà.
Publicat al Diari Oficial de la Generalitat Valenciana, DOGV, número 2.207, el 15 de febrer de 1994. 
 

Decret 166/2007, de 28 de setembre, del Consell, pel qual s'aprova el canvi de denominació del municipi de Jalón/Xaló per la forma exclusiva en valencià Xaló. [2007/11936]
Publicat al Diari Oficial de la Generalitat Valenciana, DOCV, número 5.611, el 2 d'octubre de 2007.
204. Xàtiva
Decret del Ple del Consell pel qual hom aprova el canvi de nom del Municipi de Játiva pel de Xàtiva.
Publicat al Butlletí Oficial del Consell del País Valencià, BOCPV, número 15, l'1 de febrer de 1980.
205. Xeraco
Decret del Ple del Consell pel qual s'aprova el canvi de nom del Municipi de Jaraco, pel de Xeraco.
Publicat al Butlletí Oficial del Consell del País Valencià, BOCPV, número 27, l'1 d'agost de 1980.
206. Xeresa
Decret del Ple del Consell pel qual s'aprova el canvi de nom del municipi de Jeresa pel de Xeresa.
Publicat al Butlletí Oficial del Consell del País Valencià, BOCPV, número 40, el 16 de febrer de 1981.
207. Xert
Decret 197/1992, de 23 de novembre, del Govern Valencià, pel qual s'aprova el canvi de denominació en bilingüe del municipi de Chert en castellà i Xert en valencià.
Publicat al Diari Oficial de la Generalitat Valenciana, DOGV, número 1.916, el 2 de desembre de 1992. 
 

Decret 102/2014, de 4 de juliol de 2014, pel qual s'aprova el canvi de denominació del municipi de Chert/Xert per la forma exclusiva en valencià de Xert. [2014/6338]
Publicat al Diari Oficial de la Generalitat Valenciana, DOCV, número 7.311, el 7 de juliol de 2014.
208. Xilxes, oficialment Xilxes / Chilches
Decret 183/2001, de 15 de novembre, del Govern Valencià, pel qual s'aprova el canvi de denominació del municipi de Chilches per la forma bilingüe de Chilches/Xilxes. [2001/X11155]
Publicat al Diari Oficial de la Generalitat Valenciana, DOGV, número 4.131, el 20 de novembre de 2001.
209. Xirivella
Decret del Ple del Consell pel qual s'aprova el canvi de nom del Municipi de Chirivella, pel de Xirivella.
Publicat al Butlletí Oficial del Consell del País Valencià, BOCPV, número 24, el 16 de juny de 1980.
210. Xixona, oficialment Xixona / Jijona
Decret 179/1990, de 12 de novembre, del Consell de la Generalitat Valenciana, pel qual s'aprova la nova denominació del municipi en bilingüe: Xixona en valencià i Jijona en castellà.
Publicat al Diari Oficial de la Generalitat Valenciana, DOGV, número 1.426, el 20 de novembre de 1990.
211. Xodos, oficialment Xodos / Chodos
Decret 21/1993, de 8 de febrer, del Govern Valencià, pel qual aprova el canvi de denominació del municipi de Chodos (Castelló) per la forma bilingüe de Xodos en valencià i Chodos en castellà.
Publicat al Diari Oficial de la Generalitat Valenciana, DOGV, número 1.963, el 12 de febrer de 1993.

## Municipis amb topònims en castellà
Els municipis següents han modificat el topònim en castellà perquè pertanyen a una zona de predomini lingüístic castellà del País Valencià.
1. Aras de los Olmos
Decret 135/2001, de 26 de juliol, del Govern Valencià, pel qual s'aprova el canvi de denominació del municipi d'Aras de Alpuente per Aras de los Olmos. [2001/X7724]
Publicat al Diari Oficial de la Generalitat Valenciana, DOGV, número 4.058, el 6 d'agost de 2001.
2. el Pilar de la Foradada, oficialment Pilar de la Horadada
Decret 100/1986, de 30 de juliol, del Consell de la Generalitat Valenciana, pel qual se segrega una part del terme municipal d'Oriola (Alacant), per tal de constituir un municipi independent amb la denominació de Pilar de la Horadada.
Publicat al Diari Oficial de la Generalitat Valenciana, DOGV, número 429, el 17 de setembre de 1986.

## Nota
Des del 19 de maig de 1978 fins a l'1 de juliol de 1982 el Consell del País Valencià publica el Butlletí Oficial del Consell del País Valencià, BOCPV, que a partir del número 23 del 2 de juny de 1980, en plena batalla de València, s'edita amb una normativa ortogràfica divergent i s'anomena Bolletí Oficial del Conséll del País Valencià. A partir de l'aprovació de l'Estatut d'Autonomia s'edita com a Diari Oficial de la Generalitat Valenciana, DOGV, una denominació recollida en el capítol IV, article 17.4 del text estatutari, el primer número del qual, del 15 de juliol de 1982, amb la nova denominació, inclou la publicació del text de l'estatut. A partir del desembre de 2006, el DOGV, passa a ser el Diari Oficial de la Generalitat Valenciana, DOCV. 
 